# (3374) Namur
(3374) Namur es un asteroide perteneciente al cinturón de asteroides, descubierto el 22 de mayo de 1980 por Henri Debehogne desde el Observatorio de La Silla, Chile.

## Designación y nombre
Designado provisionalmente como 1980 KO. Fue nombrado Namur en homenaje a la ciudad belga de Namur.